# Presidente Dutra (Maranhão)
Presidente Dutra is een gemeente in de Braziliaanse deelstaat Maranhão. De gemeente telt 41.303 inwoners (schatting 2009).
De gemeente grenst aan Dom Pedro, Tuntum en Santa Filomena do Maranhão.

## Geboren
- Weslley Patati (2003), Braziliaans-Portugees voetballer